# Rhipha persimilis
Rhipha persimilis là một loài bướm đêm thuộc phân họ Arctiinae, họ Erebidae.